# 고카이저
고카이저(일본어: ゴーカイジャー 고카이자[*], 고카이쟈, 고카이져)는 일본 토에이의 슈퍼 전대 시리즈 35번째 작품 《해적전대 고카이저》의 주인공 그룹이다. 고카이저는 악역으로 등장하는 우주제국 잔갸크와 대립한다.
고카이저들은 《천장전대 고세이저 vs. 신켄저: 에픽 온 은막》에서 외도중들과 싸울 때 처음으로 등장했다.

## 개요
고카이저들은 "우주 최고의 보물" (일본어: 宇宙最大のお宝 우추 사이다이노 오타카라[*])이 있다는 전설을 듣고, 그것을 찾기 위하여 우주에서 지구로 온 젊은 해적들이다. 그러나 고카이저들이 보물을 찾는 동안 34 슈퍼 전대들과 싸웠던 우주제국 잔갸크의 군대가 그들을 습격했다. 보물을 찾거나 싸움을 시작하기 전에, 고카이저는 "실례하마, 지구인들아!" (일본어: じゃまするぜ、地球人ども！ 자마스루제, 치큐진도모![*]) 또는 "화려하게 가자!"(일본어: ハデにいくぜ！！ 하데니 이쿠제![*])라 말한다.
우주제국 잔갸크는 고카이저들을 잡기 위해 각 멤버들에게 현상금을 걸었는데, 잔갸크의 현상금 단위는 자긴 (Zagin, 일본어: ザギン, Z=)이다.

## 캡틴 마벨러스
캡틴 마벨러스 (Captin Marvelous, 일본어: キャプテン・マーベラス 캬부틴 마베라스[*])는 고카이 갈레온의 젊은 선장으로, 고카이 레드(일본어: ゴーカイレッド 고카이 렛도[*])로 변신한다. 그는 고카이저의 리더로, 호쾌한 성격과 강한 호기심의 소유자로 묘사된다. 고향 별이 잔갸크에게 침략당한 이후 붉은 해적단 (일본어: 赤き海賊団 아카키 카이조쿠단[*]에 들어가 잔갸크에게 대항했으나 위기에 처하게 되는데, 그 때 아카 레드가 나타나 마벨러스를 구출해주었다. 그 때, 아카 레드로부터 "우주 최고의 보물"을 찾으라는 말과 함께 레인저 키를 물려받게 된다.
마벨러스의 현상금은 1,500,000 자긴이었는데, 5화 즈음에서 3,000,000 자긴으로 올랐다.
캡틴 마벨러스는 오자와 료타(일본어: 小澤 亮太 오자와 료우타[*])가 연기했으며, 한국판의 경우 김승준이 담당했다.

## 조 깁켄
조 깁켄 (Joe Gibken, 일본어: ジョー・ギブケン 조 기부켄[*], 죠 깁켄, 조 기브켄, 죠 기브켄)은 고카이저의 일원으로, 고카이 블루(일본어: ゴーカイブルー 고카이 부루[*])로 변신하는 남자이다. 과거에 우주제국 잔갸크의 엘리트였으나, 잔갸크를 나온 뒤 마벨러스를 만나 고카이저의 일원이 되었다. 냉정하며 말수가 적은 성격으로 묘사된다.햬
조의 현상금은 1,000,000 자긴이었는데, 5화 즈음에서 2,000,000 자긴으로 올랐다. 각본가 아라카와 나루히사는 조 깁켄의 인물상을 만들 때 주니치 드래곤즈의 전 야구 선수 다카기 모리미치를 염두에 두었다고 밝혔다. 또 초기안의 이름이었던 "켄 기브조" (일본어: ケン・ギブジョー)는 다카기가 나온 학교였던 기후 현립 기후 상업고등학교 (일본어: 岐阜県立岐阜商業高等学校)의 약칭 "겐기후쇼" (일본어: 県岐阜商)에서 따왔다고도 밝혔다.
조 깁켄은 야마다 유키(일본어: 山田 裕貴 야마다 유우키[*])가 연기했으면 한국판의 경우 이동훈이 담당했다.

## 루카 밀피
루카 밀피 (Luka Millfy, 일본어: ルカ・ミルフィ 루카 미루피[*])는 고카이저의 일원으로, 망보기 담당이며, 고카이 옐로(일본어: ゴーカイイエロー 고카이 이에로[*])로 변신하는 여성이다. 정찰과 탐사 능력이 뛰어나며, 보물에 대한 애착이 강하지만 동료애를 가진 성격으로 묘사된다.
고카이저에 가입하기 전에는 잔갸크의 무기고를 노린 바 있었다. 루카의 현상금은 300,000 자긴이었는데, 5화 즈음에서 750,000 자긴으로 올랐다.
루카 밀피는 이치미치 마오(일본어: 市道 真央)가 연기했으며, 한국판의 경우 서혜정이 담당했다.

## 돈 도고이어
돈 도고이어 (Don Dogoier, 일본어: ドン･ドッゴイヤー 돈 돗고이야[*])는 "박사" (일본어: ハカセ 하카세[*])라 불리는 고카이저의 기계 담당으로, 고카이 그린(일본어: ゴーカイグリーン 고카이 구린[*])으로 변신하는 남자이다. 신중한 성격의 소유자로 묘사되며, 항상 최악의 사태를 걱정한다.
돈 도고이어의 현상금은 1,000 자긴으로, 5화 이후에도 오르지 않았다. 각본가 아라카와 나루히사는 "쿵 하고 오라고!" (일본어: ドンと来いや 돈고 코이야[*])라는 문장에서 유래해 이름을 지었다고 한다.
돈 도고이어는 시미즈 카즈키(일본어: 清水 一希)가 연기했으며, 한국판의 경우 전태열이 담당했다.

## 아임 드 파미유
아임 드 파미유 (Ahim de Famille, 일본어: アイム・ド・ファミーユ 아이무 도 파미유[*])는 파미유 행성의 공주였다가 고카이저에 들어온 여성으로, 고카이 핑크(일본어: ゴーカイピンク 고카이 핀쿠[*])로 변신한다. 홍차를 좋아하며, 상냥하고 정숙한 성격으로 묘사된다.
아임의 현상금은 500,000 자긴이었는데, 5화 즈음에서 1,000,000 자긴으로 올랐다.
아임 드 파미유는 《가면라이더 W》에서 아오야마 유이를 연기했던 코이케 유이(일본어: 小池 唯)가 연기했으며, 한국판의 경우 조경이가 담당했다.

## 이카리 가이(박재민)
이카리 가이(박재민)(일본어: 伊狩 鎧)는 슈퍼 전대를 열렬히 사랑하는 인물로, 고카이저의 6번째 멤버이다. 트럭으로부터 소녀를 지키기 위해 뛰어들었다가 다쳐 쓰러진 후, 혼수 상태에서 나카다이 미코토 (아바레 킬러), 타임 파이어, 드래곤 레인저와 만나 그들로부터 위대한 힘을 얻어, 고카이 실버(일본어: ゴーカイシルバー 고카이 시루바[*])로 변신할 수 있게 되었다. 가이는 고카이저에게 다가가 일행으로 넣어달라고 부탁하지만, 마벨러스는 가이를 시험한 뒤에서야 그를 정식 멤버로 인정했다.
이카리 가이는 이케다 준야(일본어: 池田 純矢)가 연기했으며, 한국판의 경우 남도형이 담당했다.

## 내비
내비(일본어: ナビィ) 은 우주 최대의 보물의 위치를 찾기 위하여 고카이 갤리언을 움직이는 기계 앵무새로, 보물을 찾기 위한 단서를 제공해준다.
내비의 목소리는 타무라 유카리(일본어: 田村 ゆかり)가 연기했으며, 한국판의 경우 김하영이 담당했다.

## 장비
- 변신휴대 모바이레츠 (Mobirates, 일본어: 変身携帯モバイレーツ 헨신케이타이 모바이레츠[*]): 모바이레츠는 고카이저의 변신 장비이다. 고카이저 멤버들은 이 모바이레츠에 레인저 키를 넣고, "고카이 체인지!"(일본어: 豪快チェンジ! 고카이 첸지![*])라 외치며 변신한다.[18][19][20][21][22]
- 고카이 사브르(일본어: ゴーカイサーベル 고카이 사베루[*]): 고카이 사브르는 고카이저의 단검 형태 무기이다. 레인저 키를 꽂음으로써 파이널 웨이브라는 필살기를 사용할 수 있다.[23]
- 고카이 건(일본어: ゴーカイガン 고카이 간[*]): 고카이 건은 고카이저의 수발식 권총 형태 화기이다. 레인저 키를 꽂음으로써 파이널 웨이브라는 필살기를 사용할 수 있다.[24]

## 레인저 키
레인저 키 (Ranger Key, 일본어: レンジャーキー 렌자 키[*], 렌쟈 키, 레인져 키)는 고카이 버클 안에 들어있는 히어로 형태의 인형이다. 34 슈퍼 전대의 힘이 담긴 레인저 키들은 모바이레츠에 넣음으로써 고카이저를 34 슈퍼 전대의 모습으로 바꾸어주며, 무기에 장착함으로써 파이널 웨이브 (일본어: ファイナルウェイブ 파이나루 웨이부[*])라는 필살기를 사용할 수 있다. 또한 "거대한 힘" (일본어: 大いなる力 오오이나루 치카라[*])을 얻은 뒤 레인저 키를 사용함으로써, 과거 슈퍼 전대의 메카를 고카이오와 합체시킬 수도 있다.
고카이저로 변신시키는 다섯 고카이저 레인저 키 이외에, 다른 레인저 키는 각 멤버를 과거 34 슈퍼 전대의 모습으로, 그 멤버의 색상에 맞게 바꾸어준다. 단, 《천장전대 고세이저 vs. 신켄저: 에픽 온 은막》에서는 다섯 멤버 모두 레드 형태로 변신했다. 한편, 고카이 그린이 가오 블랙으로, 고카이 핑크가 가오 화이트로 변신하는 것처럼 과거 슈퍼 전대의 멤버 색상이 고카이저 멤버와 맞지 않는 특수한 경우도 있고, 고카이 블루와 고카이 옐로가 마지 블루, 마지 옐로로 변신했을 때처럼 고카이저 멤버의 성별에 맞추어 슈트가 바뀌기도 한다.

## 고카이 머신
고카이저들은 고카이 머신(일본어: ゴーカイマシン 고카이 마신[*])이라는 메카를 조종한다.
- 고카이 갈레온(Gokai Galleon, 일본어: ゴーカイガレオン 고카이 가레온[*]): 고카이 갈레온은 돛이 세 개 달린 갤리온선 형태의 우주선으로, 고카이저가 자신들의 기지로서 활용하는 곳이다. 우주의 보물들을 찾기 위해 쓰이기도 한다. 고카이 레드가 조종하며, 고카이오의 중심부 및 머리에 해당한다.[30]

- 고카이 제트(Gokai Jet, 일본어: ゴーカイジェット 고카이 젯토[*]): 고카이 블루의 제트 형태의 메카로, 고카이오의 오른팔에 해당한다.[31]

- 고카이 트레일러(Gokai Trailer, 일본어:  ゴーカイトレーラー[*]): 고카이 옐로의 세미트레일러 트럭 형태의 메카로 고카이오의 왼다리에 해당한다.[32]

- 고카이 레이서(Gokai Racer, 일본어: ゴーカイレーサー 고카이 레사[*]): 고카이 그린의 경주용 차 형태의 메카로 고카이오의 왼팔에 해당한다.[33]

- 고카이 마린(Gokai Marine, 일본어: ゴーカイマリン 고카이 마린[*]): 고카이 핑크의 잠수함 형태의 메카로 고카이오의 오른다리에 해당한다.[34]

## 레전드 머신
고카이저는 고카이오에 고카이 머신 뿐만 아니라 과거 슈퍼 전대의 장비와도 합체할 수 있다. 이러한 장비를 레전드 머신(일본어: レジェンドマシン 레젠도 마신[*])이라 한다.
- 마지드래곤(일본어: マジドラゴン 마지도라곤[*]): 마지레인저의 마지드래곤은 오즈 카이가 고카이저들에게 레인저 키는 고카이저들이 아는 것 이상으로 강한 파워를 숨기고 있다는 것을 알려준 뒤에 등장했다.

- 패트 스트라이커(일본어: パトストライカー 파토스토라이카[*]): 데카 레드가 사용하는 데카 머신이다. 고카이저가 두 번째로 얻은, 과거의 슈퍼 전대의 메카이다.

- 가오 라이온(일본어: ガオライオン): 가오 레드가 사용하는 파워 애니멀로, 천공섬 애니머리움에 살고 있었다.

- 풍뢰환(일본어: 風雷丸): 허리케인저가 고우라이저와 하나가 될 때 소환한 시노비 머신이자 카라쿠리거인이며, 굉뢰선풍신의 합체파츠로도 쓰인다.

## 고카이오
- 해적합체 고카이오(Gokaioh, 일본어: 海賊合体ゴーカイオー 카이조쿠 갓타이 고카이오[*])는 고카이 갈레온이 다른 고카이 머신들과 합체한 거대 로봇으로, 두 개의 고카이 검 (일본어: ゴーカイケン 고카이 켄[*])으로 무장하고 있다. 또한 양쪽 어깨에는 4대 8문의 대포를, 양쪽 팔에는 파워 에너지포를, 머리 부분에는 발칸포를 탑재하고 있으며, 가슴 중앙부의 거대한 고카이 포 (일본어: ゴーカイホー 고카이 호[*])에서 포탄을 연속 발사하는 필살기 "고카이 스타 버스트" (일본어: ゴーカイスターバースト 고카이 스타 바스토[*])를 필살기로 사용한다.[35]

- 고카이저가 마지레인저 키를 사용한 뒤에는 마지드래곤과 합체하여 마지 고카이오(일본어: マジゴーカイオー)로 변형할 수 있다. 필살기는 마지드래곤이 고카이오에서 튀어나와 목표물을 마법 파워로 공격하는 고카이 마지 바인드(일본어: ゴーカイマジバインド 고카이 마지바인도[*])이다.[36]

- 고카이저가 데카레인저 키를 사용한 뒤에는 패트 스트라이커와 합체하여 데카 고카이오(일본어: デカゴーカイオー)로 변형할 수 있다. 데카 고카이오는 벽을 타거나, 발칸포, 소형 광선포 등을 무기로 사용할 수 있다. 필살기는 패트 스트라이커의 거대한 개틀링 포를 적에게 연속으로 발사하는 고카이 풀 블래스트(일본어: ゴーカイフルブラスト 고카이 후루 부라스토[*])이다.[37]

- 고카이저가 게키레인저 키를 사용한 뒤에는 고카이 대 격격수(일본어: ゴーカイ大激激獣 고카이 다이 게케게키주[*])라는 필살기를 사용할 수 있다.

- 고카이저가 가오레인저 키를 사용한 뒤에는 천공섬 애니머리움에서 내려온 가오 라이온과 합체하여 가오 고카이오(일본어: ガオゴーカイオー)로 변형할 수 있다. 가오 고카이오는 고카이오의 두 다리가 빠진 자리에 가오 라이온이 들어간, 켄타우로스 형태를 띠고 있다. 필살기는 가오 라이온이 적에게 돌진하여 에너지 광선을 발사한 뒤, 고카이오가 두 검으로 적을 베는 고카이 애니멀 하트(일본어: ゴーカイアニマルハート 고카이 아니마루 하토[*])이다.[38]

- 고카이저가 신켄저 키를 사용한 뒤에는 천공섬 애니머리움에서 내려온 가오 라이온이 변형되면서, 고카이오와 합체하여 신켄오 형태의 신켄 고카이오(일본어: シンケンゴーカイオー)로 변형할 수 있다. 신켄 고카이오는 불, 물, 땅, 나무, 하늘을 상징하는 모지카라를 통해 여러 가지 기술을 사용할 수 있다. 필살기는 불의 모지카라의 힘으로 섭씨 1000도 이상의 화염을 휘감은 열화대참도로 적을 베는 고카이 사무라이 베기(일본어: ゴーカイ侍斬り 고카이 사무라이기리[*])이다.[39]